# Московский ярус
| система                                                                          | система      | отдел        | ярус         | Ниж. граница, млн лет |
| -------------------------------------------------------------------------------- | ------------ | ------------ | ------------ | --------------------- |
| Пермь                                                                            | Пермь        | Приуральский | Ассельский   | 298,9 ±0,15           |
| Карбон                                                                           | Пенсильваний | Верхний      | Гжельский    | 303,7 ±0,1            |
| Карбон                                                                           | Пенсильваний | Верхний      | Касимовский  | 307,0 ±0,1            |
| Карбон                                                                           | Пенсильваний | Средний      | Московский   | 315,2 ±0,2            |
| Карбон                                                                           | Пенсильваний | Нижний       | Башкирский   | 323,4 ±0,4            |
| Карбон                                                                           | Миссисипий   | Верхний      | Серпуховский | 330,3 ±0,4            |
| Карбон                                                                           | Миссисипий   | Средний      | Визейский    | 346,7 ±0,4            |
| Карбон                                                                           | Миссисипий   | Нижний       | Турнейский   | 358,86 ±0,19          |
| Девон                                                                            | Девон        | Верхний      | Фаменский    | больше                |
| Деление и золотые гвозди в соответствии с IUGS по состоянию на декабрь 2024 года |              |              |              |                       |

Московский ярус (С2m, англ. Moscovian Stage) — стратиграфическое подразделение, верхний ярус среднего отдела каменноугольной системы. Московский ярус следует за башкирским ярусом среднего отдела и предшествует касимовскому ярусу верхнего отдела каменноугольной системы. Породы яруса датируются интервалом 315,2 ±0,2 — 307,0 ±0,1 млн лет назад.
Выделение московского яруса обосновано в 1890 году геологом С. Н. Никитиным в монографии «Каменноугольные отложения Подмосковного края и артезианские воды под Москвой». Никитин выделил московский ярус как эквивалент среднего отдела карбона и пришел к выводу, о параллельности его всему среднему отделу карбона Урала.
Представлен известняками, доломитами, реже — глинами, песчаниками и алевролитами. Московский ярус распространён на территории России (Восточно-Европейская платформа, Урал, Новая Земля, Таймыр, Салаир и Кузбасс, Сибирская платформа, Верхояно-Охотская область, Колымо-Омолонская область) и странах СНГ.

## Подразделения
Московский ярус подразделяется на 4 серии свит (снизу вверх): верейскую, каширскую, подольскую и мячковскую.

### Верейская серия
Выделена А. П. Ивановым в 1926 году в разрезах на река Протва и у города Верея. Серия сложена на территории Московской синеклизы пестроцветными, преимущественно песчано-глинистыми породами, значительно реже — известняками и доломитами. Обнажения серии прослежены в долине рек Ока (Серпухов, Малоярославец), Волга (Ржев, Зубцов), Вазуза (Старицы), по Окско-Цнинскому валу. Общая мощность серии от 12 до 45 м.